# Podistera yukonensis
Podistera yukonensis är en flockblommig växtart som beskrevs av Mildred Esther Mathias och Lincoln Constance. Podistera yukonensis ingår i släktet Podistera och familjen flockblommiga växter. Inga underarter finns listade i Catalogue of Life.